# Franz Ebner (Politiker)
Franz Ebner (* 15. März 1979 in Steyr, Oberösterreich) ist ein österreichischer Politiker (ÖVP). Seit 23. Oktober 2021 ist er Mitglied des Bundesrates; in der zweiten Jahreshälfte 2024 bekleidet er das Amt des Bundesratspräsidenten.

## Leben
Franz Ebner ist verheiratet, hat zwei Kinder und ist Geschäftsführer des Seniorenbundes Oberösterreich.

### Ausbildung und Beruf
Nach der Volksschule in Weichstetten (Gemeinde St. Marien) besuchte Franz Ebner das Bischöfliches Gymnasium Petrinum in Linz und leistete danach seinen Präsenzdienst. Von 2003 bis 2004 war er auf der landwirtschaftlichen Fachschule Ritzlhof in Haid (Ansfelden), danach studierte er von 1998 bis 2006 Wirtschaftswissenschaften an der Universität Linz und an der Universität Valencia. Später besuchte er Seminare der Bildungsakademie der Oberösterreichischen Volkspartei. An der Politischen Akademie der ÖVP absolvierte er eine Trainer- und Moderatorenausbildung. 
Von 2003 bis 2006 war Ebner als Sales Assistant, Promotor, bei Checkpoint Sales Communications tätig, dann von 2006 als selbständiger Betriebsführer der eigenen Landwirtschaft bis 2022. 2007 wurde Franz Ebner zunächst Bezirksgeschäftsführer der ÖVP Linz-Land, ab 2016 dann Landesgeschäftsführer des Oberösterreichischen Seniorenbundes.

### Politik
Franz Ebner begann seine politische Laufbahn 2007 als Mitglied des Bezirksparteivorstandes der ÖVP Linz-Land. Im Jahr 2016 wurde er Mitglied des Landesvorstandes des Oberösterreichischen Seniorenbundes sowie des Bundesvorstandes der ÖVP-Senioren und Mitglied des Landesparteivorstandes der ÖVP Oberösterreich. Seit 2021 ist er Mitglied des Gemeinderates der Gemeinde St. Marien und seit 2022 Bezirksparteiobmann-Stellvertreter der ÖVP Linz-Land.
2021 wurde er von der ÖVP Oberösterreich in den Bundesrat entsandt und ist dort in mehreren Ausschüssen tätig. Er ist Schriftführer im Ausschuss für Arbeit, Soziales und Konsumentenschutz und stellvertretender Ausschussvorsitzender des Geschäftsordnungsausschusses des Bundesrates. Mit 1. Jänner 2024 wurde er unter Präsidentin Margit Göll Vizepräsident des Bundesrates.